# 鮑理諾

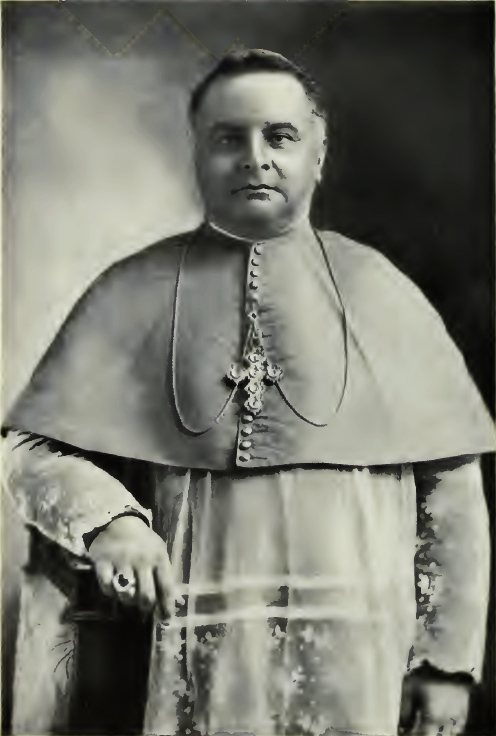
1908

鮑理諾主教（葡萄牙語：D. João Paulino de Azevedo e Castro）是葡萄牙籍天主教神職人員，於1902年到澳門教區就任第十六任主教，偕同神學生沙明道和高若瑟到澳門就讀。
就任第16任天主教澳門教區主教後，創辦教區月刊，建新加坡聖若瑟新堂及宏大的司鐸寓所，聘請方濟各會修女到澳門工作，又邀請慈幼會會士到澳開辦工業學校(澳門慈幼中學)。
1918年病於西望洋聖母靜院，先下葬於主教山小堂，後遺骨移往葡國故鄉安葬。

## 紀念相關
- 聖善學校（葡萄牙語：Escola Dom João Paulino），取名以紀念鮑理諾主教。
- 鮑公馬路（葡萄牙語：Estratra D. João Paulino），主教山下的一條主要通路。